# Semaine 53
La semaine 53, quand elle existe, est la 53e et dernière semaine de l'année. Elle suit la semaine 52 de la même année, et précède la semaine 1 de l'année suivante. Elle est toujours à cheval sur deux années. 

## Explication
L'année civile ne contient en général que 52 semaines de sept jours, mais cela ne fait qu'un total de 364 jours. L'année faisant en réalité  365 jours un quart, la date du premier jour de chaque semaine recule d'une année sur l'autre, d'un jour, ou de deux dans les années bissextiles. S'il n'y avait pas de temps en temps une 53e semaine intercalaire, la semaine 1 d'une année finirait par appartenir entièrement à l'année précédente.
D'après la norme ISO 8601, une semaine débute un lundi et s'achève un dimanche, et une semaine dépend d'une année lorsqu'elle place une majorité de ses sept jours dans l'année en question, soit au moins quatre. Dès lors, la semaine 53, quand elle existe, est la semaine du cinquante-troisième et dernier jeudi de l'année, quand il existe. Et un cinquante-troisième jeudi peut exister soit quand l'année commençait par un jeudi, soit quand elle commençait par un mercredi et était bissextile.

## Différents cas de figure
| Le 1er janvier était… | L'année est une année… | Le cinquante-troisième et dernier jeudi de l'année tombe… | La semaine 53 débute… | La semaine 53 s'achève… | Premiers cas après 2000            |
| --------------------- | ---------------------- | --------------------------------------------------------- | --------------------- | ----------------------- | ---------------------------------- |
| un mercredi           | bissextile ED          | le 31 décembre                                            | le lundi 28 décembre  | le dimanche 3 janvier   | 2020/21, 2048/49                   |
| un jeudi              | D                      | le 31 décembre                                            | le lundi 28 décembre  | le dimanche 3 janvier   | 2009/10, 2015/16, 2026/27, 2037/38 |
| un jeudi              | bissextile DC          | le 30 décembre                                            | le lundi 27 décembre  | le dimanche 2 janvier   | 2004/05, 2032/33                   |

## Notations normalisées
La semaine 53 dans son ensemble est notée sous la forme W53 pour abréger.
| Jour de la semaine 53 | Notation            |
| --------------------- | ------------------- |
| Lundi                 | W53-1 (28 décembre) |
| Mardi                 | W53-2 (29 décembre) |
| Mercredi              | W53-3 (30 décembre) |
| Jeudi                 | W53-4 (31 décembre) |
| Vendredi              | W53-5 (1er janvier) |
| Samedi                | W53-6 (2 janvier)   |
| Dimanche              | W53-7 (3 janvier)   |